# Agromyza alunulata
Agromyza alunulata är en tvåvingeart som beskrevs av Friedrich Georg Hendel 1931. Agromyza alunulata ingår i släktet Agromyza och familjen minerarflugor.
Artens utbredningsområde är Finland. Arten har ej påträffats i Sverige. Inga underarter finns listade i Catalogue of Life.